# Holy Man
Holy Man (bra: Santo Homem; prt: O Guru) é um filme de comédia dramática americano de 1998, dirigido por Stephen Herek, escrito por Tom Schulman e estrelado por Eddie Murphy, Jeff Goldblum e Kelly Preston, junto com Robert Loggia, Jon Cryer e Eric McCormack. O filme foi um fracasso crítico e comercial.

## Sinopse
Ricky Hayman e Kate Newell são executivos rivais da Good Buy Shopping Network, um canal de compras caseiras administrado por John McBainbridge e que estão sendo ameaçados de demissão por não trazerem idéias novas a emissora.
Certo dia, o carro onde os dois estavam quebra e eles acabam conhecendo o misterioso e carismático "G",  um homem calmo, espiritual, sorridente e que se veste inteiramente com roupas brancas. G segue seus novos "amigos" até a emissora onde acaba participando de um comercial, o que rende audiências e diversas ligações a emissora.
A partir daí, Ricky e Kate decidem transformar G em uma estrela dos comerciais, o que leva eles e emissora ao sucesso. No entanto, com o tempo, a estressante vida de celebridade passa a incomodar G, que sente falta da pacífica vida que levava e passa a questionar suas escolhas.

## Elenco
- Eddie Murphy como G
- Jeff Goldblum como Ricky Hayman
- Kelly Preston como Kate Newell
- Robert Loggia como John McBainbridge
- Jon Cryer como Barry
- Eric McCormack como Scott Hawkes
- Marc Macaulay como Brutus
- Kim Staunton como Grace
- Jennifer Bini Taylor como garota da banheira de hidromassagem
- Adriana Cataño como apresentadora de televisão
- Eugene Levy como cara na televisão (não creditado)

participações
- James Brown como ele mesmo
- Morgan Fairchild como ele mesmo
- Betty White como ela mesma
- Florence Henderson como ela mesma
- James Brown como ele mesmo
- Soupy Sales como ele mesmo
- Dan Marino como ele mesmo
- Willard Scott como ele mesmo
- Nino Cerruti como ele mesmo

## Recepção
Holy Man foi um fracasso de bilheteria, tendo arrecadado um total de $12,069,719 milhões de dólares na América do Norte comparado com seu orçamento de aproximadamente $60 milhões.
O filme recebeu em sua maioria análises e críticas negativas, com os críticos reclamando principalmente do roteiro e da atuação no filme.. Baseado em 48 análises do filme coletadas no site Rotten Tomatoes, apenas 12% dos críticos deram a Holy Man uma análise positiva, com uma pontuação média de 3.7/10.
Em 2009, Eddie Murphy se referiu a Holy Man como um "filme horrendo", apesar de não se referir ao filme pelo nome, ele disse que havia sido um filme que ele estrelou com a participação do cantor James Brown. Em novembro de 2011, no programa Late Night with Jimmy Fallon, Murphy chamou Holy Man de um filme horrível.